# Marc 4
I Marc 4 sono stati un quartetto musicale (occasionalmente, un quintetto) italiano, attivo a partire dagli anni sessanta.

## Storia del gruppo
Il nome nasce dall'acrostico dei nomi dei 4 fondatori (Maurizio Majorana, Antonello Vannucchi, Roberto Podio, Carlo Pes), tutti musicisti dell'Orchestra della Rai. A loro, in occasione di alcune incisioni, si aggiungevano Angelo Baroncini e Bruno Battisti D'Amario alle chitarre.
Due di essi, Podio e Majorana, avevano già suonato insieme in precedenza, nella Seconda Roman New Orleans Jazz Band, insieme a Lucio Dalla (con cui nel 1962 avevano anche inciso un 45 giri per la RCA Italiana contenente i brani Telstar/Madison: a swingin' time). Il toscano Vannucchi invece proveniva dal jazz, avendo suonato nel gruppo Il quartetto di Lucca insieme a Giovanni Tommaso, Vito Tommaso e Giampiero Giusti (contemporaneamente il complesso incideva anche canzoni in stile beat per la Ariston Records con il nome I 4 di Lucca).
Nati essenzialmente come un gruppo di studio, per via della notevole abilità tecnica dei singoli musicisti, i Marc 4 iniziarono a collaborare con vari noti autori di colonne sonore, quali Ennio Morricone, Nino Rota, Armando Trovajoli, Gianni Ferrio, Piero Piccioni, Piero Umiliani, Alessandro Alessandroni e Romolo Grano.
Nel 1968, per la colonna sonora di Svezia, inferno e paradiso, registrarono uno spezzone riempitivo di Piero Umiliani che divenne il suo più grande successo mondiale:  il brano Mah-nà mah-nà (titolo originale Viva la Sauna Svedese) con le voci soliste di Alessandro Alessandroni e la moglie Giulia De Mutiis.
In seguito il gruppo ha iniziato a produrre materiale proprio, con un genere che, partito dal beat, si è accostato alla bossa nova e al jazz, incidendo alcuni 33 giri.
La caratteristica principale del loro sound è l'organo Hammond di Vannucchi.
Si sono dedicati anche a sigle televisive, ad esempio con Mooke/Simona, sigle della trasmissione Controfatica, o con i due brani del 45 giri Tema di Nino/Romanza popolare, che nel 1974 sono stati la sigla della serie televisiva Dedicato a un medico.
I singoli componenti hanno anche avuto una carriera importante come session man; Pes è stato inoltre anche autore di canzoni, la più nota delle quali è Che sarà con Franco Migliacci, Jimmy Fontana e Lilli Greco, successo al Festival di Sanremo 1971 nell'interpretazione di José Feliciano e dei Ricchi e Poveri; ha composto tutte le musiche dell'album Amanti di valore di Mina (i testi sono di Franco Califano).
Vannucchi ha accompagnato Nicola Arigliano al Festival di Sanremo 2005.
Nel 2010 la Heristal ha pubblicato The Beat Sound of The Fabulous I Marc 4, un cofanetto antologico con 4 CD.

## Formazione
- Carlo Pes: chitarra
- Maurizio Majorana: basso
- Antonello Vannucchi: organo Hammond C3, tastiere, pianoforte, vibrafono
- Roberto Podio: batteria
- Bruno Battisti D'Amario: chitarre (presente solo in alcune incisioni come membro aggiunto)

## Discografia

### Album
- 1969 - I solisti di Armando Trovajoli (Plastic, PL 014; ristampato su CD dalla Irma)
- 1970 - 1 (Seven 7 Men Records, SM 7001)
- 1970 - I Marc 4 (Nelson Record, GLP 1001)
- 1970 - I Marc 4 (Nelson Record, GLP 1002)
- 1970 - Special Effects (Nelson Record, GLP 1003)
- 1970 - I Marc 4 (Nelson Record, GLP 1004)
- 1970 - I Marc 4  (Nelson Record, GLP 1005)
- 1971 - Paesaggi (Liuto Records  LRS 0042; con Piero Umiliani, con la denominazione Mark 4, dovuta all'assenza in questo album di Pes)
- 1971 - L'uomo dagli occhi di ghiaccio (Pegaso, PG 2; con Peppino De Luca)
- 1971 - I Marc 4 (Nelson Record, GLP 1006)
- 1971 - I Marc 4 (Nelson Record, GLP 1007)
- 1971 - I Marc 4 (Nelson Record, GLP 1008)
- 1971 - I Marc 4  (Nelson Record, GLP 1009)
- 1971 - I Marc 4  (Nelson Record, GLP 1010)
- 1972 - Next step (Nelson Record)
- 1974 - Gli anni '20 (Nelson Record, GLP 1011)
- 1976 - I Marc 4 (Silver Music, S.M. 2001)
- 1976 - I Marc 4 (Silver Music, S.M. 2002)

### Singoli
- 1969 - Mooke/Simona (Cam, AMP 66)
- 14 maggio 1974 - Tema di Nino/Romanza popolare (Dischi Ricordi, SRL 10.732)
- 1974 - Prima visione/Dove va l'America (Dischi Ricordi, SRL 10.757)

### Raccolte
- 1997 - Bossa nova for cocktail party (Plastic)
- 1998 - Suoni moderni - the best of Marc 4 (Irma)
- 2003 - The Psych Jazzy Beat of I Marc 4  (Black Cat Records, BCR 0101 DLP; raccolta del periodo 1970-1976)
- 2010 - The Beat Sound of The Fabulous I Marc 4 (Heristal; cofanetto antologico in 4 CD: Psych Beat volume 1, Psych Beat volume 2, Soft Sound, e Samba Bossa Jazz)

### Colonne sonore in cui suonano i Marc 4
- 1963 - 8½ di Nino Rota (regia di Federico Fellini) Solo (Maurizio Majorana)
- 1966 - L'arcidiavolo di Armando Trovajoli (regia di Ettore Scola)
- 1966 - Fumo di Londra di Piero Piccioni (regia di Alberto Sordi)
- 1966 - Operazione San Gennaro di Armando Trovajoli (regia di Dino Risi)
- 1966 - Professionisti per un massacro di Carlo Pes (regia di Nando Cicero)
- 1968 - Riusciranno i nostri eroi a ritrovare l'amico misteriosamente scomparso in Africa? di Armando Trovajoli (regia di Ettore Scola)
- 1968 - Svezia, inferno e paradiso di Piero Umiliani (regia di Luigi Scattini; nel celebre brano Manha manha le voci soliste sono Alessandro Alessandroni e la moglie Giulia De Mutiis)
- 1969 - Angeli bianchi...angeli neri di Piero Umiliani (regia di Luigi Scattini)
- 1970 - Il debito coniugale di Peppino De Luca (regia di Franco Prosperi)
- 1971 - L'uomo dagli occhi di ghiaccio di Peppino De Luca (regia di Alberto De Martino)